# Glyphocrangon stenolepis
Glyphocrangon stenolepis is een garnalensoort uit de familie van de Glyphocrangonidae. De wetenschappelijke naam van de soort is voor het eerst geldig gepubliceerd in 1984 door Chace.